# Josef Černý (voják)

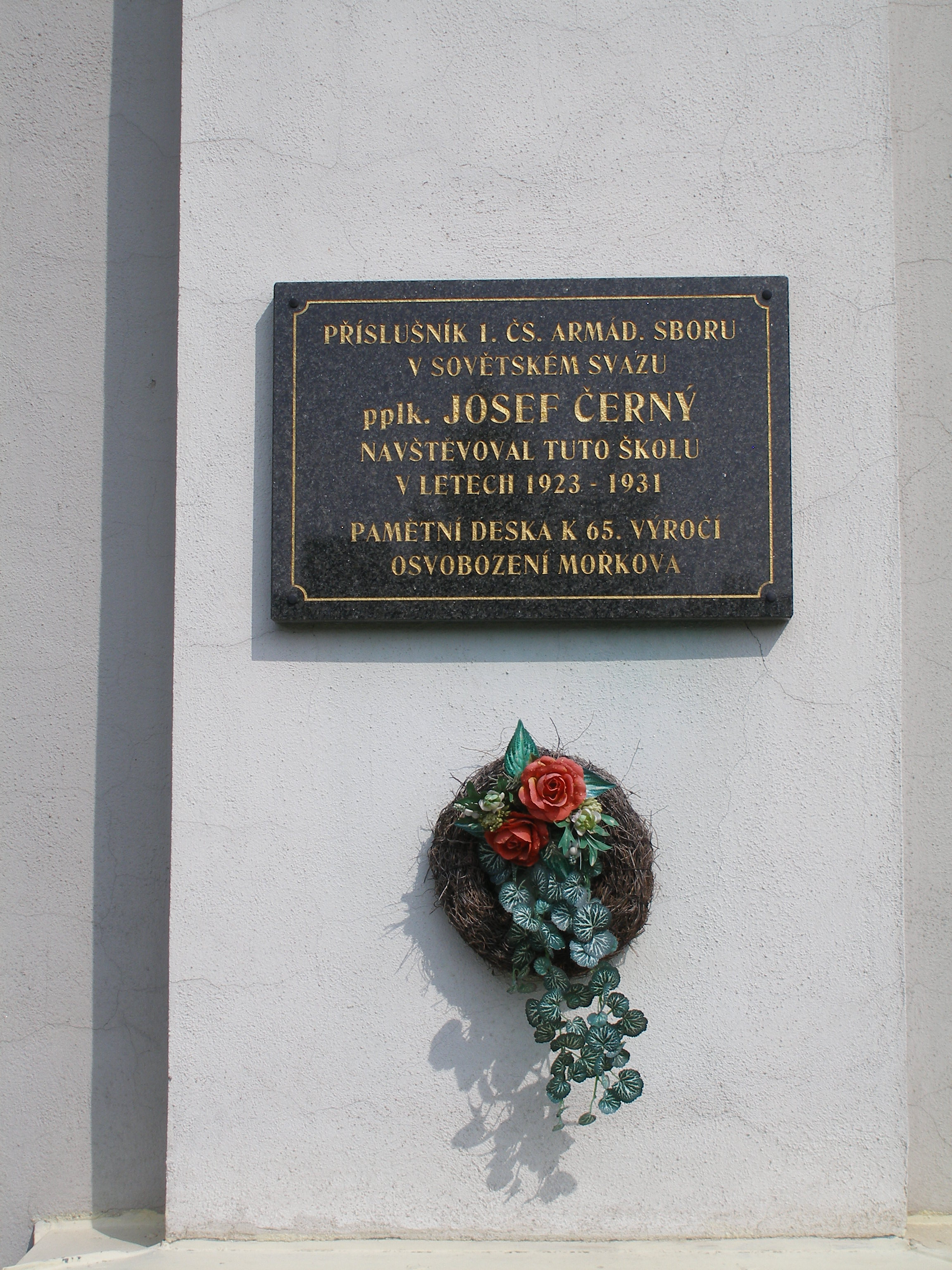
Pamětní deska Josefa Černého na mořkovské základní škole

Josef Černý (13. září 1916, Mořkov, Rakousko-Uhersko – 10. září 1970, Suchdol nad Odrou, Československo) byl český voják, který se za druhé světové války účastnil bojů na východní frontě v oddílech pod vedením Ludvíka Svobody. Zmíněn je též ve Svobodově knize Z Buzuluku do Prahy. Ve své vojenské kariéře dosáhl hodnosti podplukovníka.

## Životopis
Černý se narodil v Mořkově čp. 117. Sloužil u sedláků a následně se vyučil pekařem. Roku 1939 odešel z Československa do Polska, kde se setkal s dalšími vlastenci odhodlanými bojovat proti fašismu. Dostal se až do Sovětského svazu, kde se 31. července 1942 stal v Buzuluku příslušníkem 1. československého armádního sboru, kterému velel Ludvík Svoboda. Účastnil se bojů na východní frontě druhé světové války, například u Sokolova (jako člen samopalné čety), Žaškova či v Dukelském průsmyku. V bojích na Dukle byl těžce zraněn a jeho léčení si vyžádalo čas až do konce druhé světové války. V roce 1945 se stal velitelem roty 1. československé samostatné tankové brigády. V 50. letech dvacátého století byl propuštěn z armády a učil na Vojenské akademii v Hranicích. Zemřel tragicky při návratu z návštěvy u generála Svobody v Praze. Pohřben je na mořkovském evangelickém hřbitově. Dne 7. května 2010 u příležitosti 65. výročí osvobození obce Rudou armádou byla pplk. Černému na základní škole v Mořkově odhalena pamětní deska.

## Vyznamenání
Černý byl nositelem čtrnácti československých, sovětských a polských vyznamenání, mj.:
- Řád vlastenecké války[3]
- Sokolovská pamětní medaile (1948)[4]
- 4×  |  |  |  Československý válečný kříž 1939[4]
- Řád rudého praporu[4]